# شرج عيهل (الضليعة)

تعديل مصدري - تعديل

شرج عيهل هي إحدى قرى عزلة الضليعة بمديرية الضليعة التابعة لمحافظة حضرموت، بلغ تعداد سكانها 7 نسمة حسب تعداد اليمن لعام 2004.